# Кризис стоимости жизни в Великобритании (с 2021)
Кризис стоимости жизни в Соединенном Королевстве — продолжающееся событие, начавшееся в 2021 году, когда цены на многие товары первой необходимости в Соединённом Королевстве начали расти быстрее, чем доходы домохозяйств, что привело к падению реальных доходов. Отчасти это вызвано ростом инфляции в Великобритании, а также экономическим воздействием глобальных проблем, включая пандемию COVID-19 и вторжение России в Украину в 2022 году. Стоимость жизни в Великобритании больше всего пострадала из стран с развитой экономикой. В то время как все в Великобритании затронуты ростом цен, наиболее существенно он затрагивает людей с низким доходом. Британское правительство отреагировало по-разному, например, предоставив грант в размере 650 фунтов стерлингов для каждой семьи с низким доходом.

## Определение
Газета Big Issue определяет кризис стоимости жизни как «ситуацию, при которой стоимость предметов первой необходимости, таких как продукты и счета, растет быстрее, чем средний доход домохозяйства». Правительственный аналитический центр определяет кризис стоимости жизни в Великобритании как «падение реальных располагаемых доходов (то есть с поправкой на инфляцию и после уплаты налогов и пособий), которое Великобритания испытывает с конца 2021 года».

## Причины

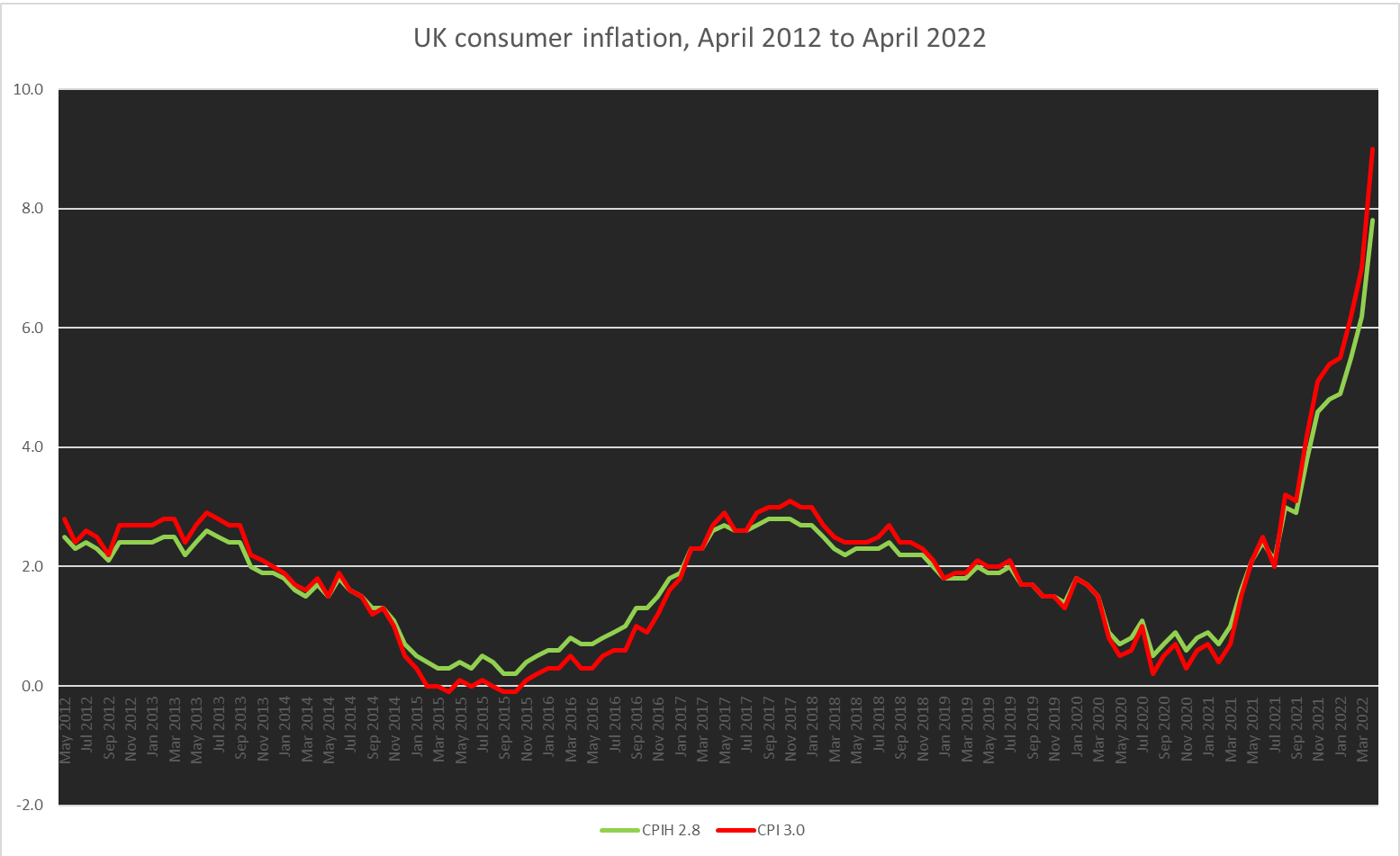
Индекс потребительских цен Великобритании (CPI) и инфляция CPIH, апрель 2012 г. — апрель 2022 г.

Кризису стоимости жизни в Великобритании способствовали как глобальные, так и местные факторы. По словам управляющего Банка Англии Эндрю Бейли, около 80 % причин, вызывающих кризис стоимости жизни, носят глобальный характер. К ним относятся различные формы нестабильности, с которыми мир столкнулся в начале 2020-х годов, такие как пандемия COVID-19, нехватка чипов, энергетический кризис, кризис цепочки поставок и санкции против России. Сообщалось, что Великобритания оказалась в числе наиболее пострадавших стран мира с развитой экономикой. В 2021 году инфляция в Великобритании была меньше, чем в США, но высокая инфляция в США обычно не воспринималась как кризис стоимости жизни из-за стимулирующих выплат, которые были выданы американским домохозяйствам. Хотя в 2022 году о кризисе стоимости жизни также сообщалось как о глобальном явлении, оказывающем влияние на тех, кто живёт в США, по всей Европе, и как риск «апокалиптического» воздействия на жителей развивающихся стран.
Уникальные же для Великобритании причины включают нехватку рабочей силы, связанную с уходом иностранных рабочих из-за Brexit, и дополнительные налоги на домашние хозяйства. Факторы, усугубившие кризис с 1 апреля 2022 года, включают повышение Ofgem предельных цен на энергию для домашних хозяйств на 54 %, увеличение государственного страхования и повышение муниципального налога . Безработные в Великобритании получают меньшую фискальную поддержку, чем в среднем по странам ОЭСР, а зарплаты в Великобритании существенно не выросли после финансового кризиса 2007—2008 годов . Недостаток долгосрочных хранилищ газа привел к чрезмерной зависимости цен на энергоносители в Великобритании от рыночных колебаний. Доходы домохозяйств, будь то заработная плата или пособия, в целом не успевают за ростом цен. В апреле 2022 г. реальная заработная плата в Великобритании упала на 4,5 %, что стало самым резким падением с начала мониторинга в 2001 г. К июлю 2022 года инфляция выросла до более чем 10 %, самого высокого уровня за 40 лет, и Банк Англии прогнозировал, что к концу года она может достичь 13 %. Ожидалось, что затраты на энергию для типичного британского домохозяйства вырастут на 80 % с октября 2022 года, с 1971 до 3549 фунтов стерлингов, пока премьер-министр Лиз Трасс не объявила о мерах по ограничению этого роста.

## Последствия
Согласно опросу Управления национальной статистики (ONS), проведенному в период с 27 апреля по 22 мая 2022 года, 77 % взрослых британцев сообщили, что обеспокоены ростом стоимости жизни, а 50 % заявили, что беспокоятся «почти каждый день». Отдельный опрос ONS, проведенный с 25 мая по 5 июня, показал, что 52 % респондентов сократили потребление энергии. Хотя рост цен затронул все социальные классы, больше всего пострадали бедные слои населения. Согласно опросу аналитического центра Food Foundation, опубликованному в феврале 2022 года, за последний месяц один миллион взрослых британцев не питались в течение целого дня. Инфляция начала резко расти в 2021 году, затронув широкий спектр товаров и услуг. Особенно пострадали транспортные расходы, а также многие другие, включая расходы на продукты питания, мебель, предметы домашнего обихода, электричество и одежду. В мае 2022 года газета Financial Times сообщила, что из-за кризиса доверие потребителей в Великобритании упало до самого низкого уровня с 1974 года . В июне благотворительные организации сообщили, что кризис влияет на психическое здоровье людей, и одна из них опубликовала опрос, в котором 9 % ответивших родителей заявили, что их дети начали наносить себе вред .

## Ответы

### Правительство

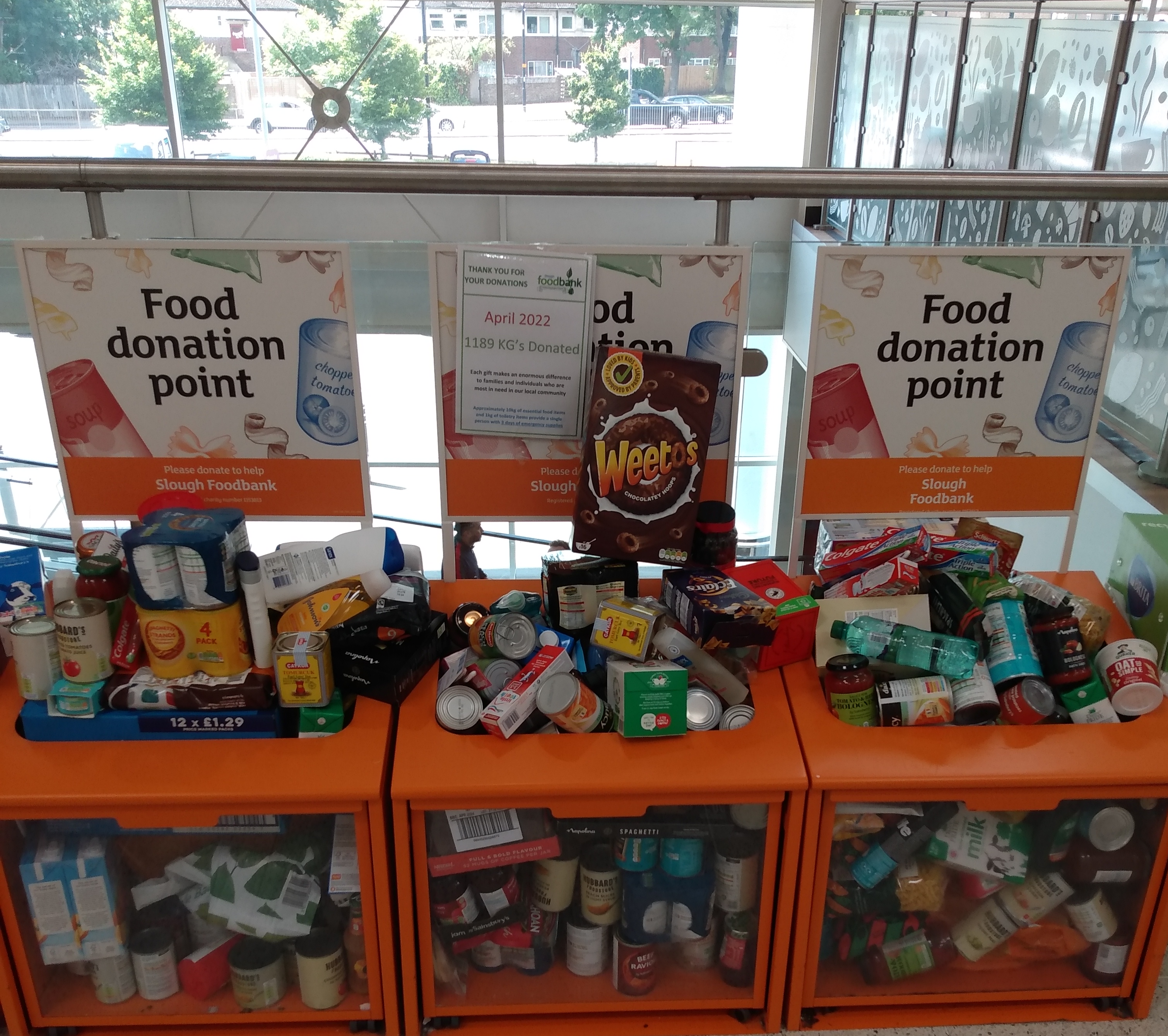
Пункт пожертвований продовольственного банка в Sainsbury’s, Слау, Великобритания (июнь 2022 г.)

Первая реакция правительства на рост инфляции включала повышение минимальной заработной платы на 6,6 %, о котором было объявлено в 2021 году и которое вступило в силу в апреле 2022 года. Правительство Великобритании активизировало свои усилия по реагированию на кризис стоимости жизни в мае 2022 года, введя налог на непредвиденные расходы энергетических компаний в размере 5 млрд фунтов стерлингов, чтобы помочь финансировать пакет поддержки населения в размере 15 млрд фунтов стерлингов. Пакет включал в себя получение каждой семьей скидки в размере 400 фунтов стерлингов на счета за электроэнергию в дополнение к уже принятому правительством решению о возврате муниципального налога в размере 150 фунтов стерлингов. Для примерно 8 миллионов домохозяйств Великобритании с самым низким доходом было объявлено о дополнительной выплате в размере 650 фунтов стерлингов. Кроме того, пенсионеры или люди с инвалидностью будут иметь право на дополнительные выплаты помимо 550 фунтов стерлингов, которые получает каждое домашнее хозяйство, и 650 фунтов стерлингов, которые они получат, если у них будет низкий доход. В июне 2022 года бизнес-секретарь Кваси Квартенг распорядился провести срочную проверку рынка топлива к 7 июля, чтобы выяснить, не являются ли потребительские цены чрезмерно высокими. Эти меры были названы недостаточными многими людьми и организациями, в том числе уходящим премьер-министром Борисом Джонсоном, а Банк Англии прогнозирует, что Великобритания войдет в рецессию к 2023 году.
После своего назначения в сентябре 2022 года премьер-министр Лиз Трасс предложила «мини-бюджет» (в котором базовая ставка подоходного налога снижалась с 20 % до 19 %, а для сотрудников с большими доходами — с 45 % до 40 %) и отмену уже запланированного повышения корпоративных налогов. Разницу, по плану нового премьер-министра, должны погасить из внешних заимствований. Также в Трасс объявила о многомиллиардном пакете фискальной поддержки (до 150 миллиардов фунтов стерлингов) компенсации затрат на увеличивающиеся счета на электроэнергию, при которой годовой счет средней семьи не будет превышать 2500 фунтов стерлингов. Первоначально планировалось, что политика продлится два года, но в октябре новый канцлер Джереми Хант заявил, что с апреля 2023 года поддержка будет направлена на «наиболее уязвимых». Однако заявленные меры не помогли сдержать кризис — рынки ответили на эти действия падением курса фунта стерлингов. Лиз Трасс обвинили в поддержке богатых и назвали «Робином Гудом наоборот». После обнародования «мини-бюджета» британский фунт обвалился до исторического минимума, а ставки по ипотеке выросли. Через несколько дней Лиз Трасс была вынуждена отказаться от снижения налогов для богатых. От нового премьер-министра, по сообщениям СМИ, британцы ждали финансовой помощи для компенсации существенно выросших расходов на электроэнергию, продукты питания и кредиты. 20 октября 2022 года Лиз Трасс была вынуждена объявить о сложении с себя должности премьер-министра Соединённого королевства, пробыв на данном посту всего 44 дня.

### Группы гражданского общества
Были организованы различные кампании, такие как Don’t Pay UK, чтобы побудить правительство оказать дальнейшую помощь.
Участник кампании против голода Джек Монро предупредил, что кризис может оказаться фатальным для детей малообеспеченных родителей, и попросил правительство увеличить пособия в соответствии с инфляцией. Гражданское общество Великобритании продолжает реагировать на трудности, вызванные кризисом стоимости жизни, например, путем создания продовольственных банков, хотя некоторые менеджеры продовольственных банков сообщают как о повышенном спросе, так и о снижении уровня пожертвований, поскольку кризис означает, что некоторые люди, которые ранее могли делать пожертвования, не могут это больше себе позволить. 18 июня 2022 года тысячи рабочих прошли маршем к парламенту в Лондоне, требуя от правительства дальнейших действий в связи с кризисом стоимости жизни.
Профсоюзные лидеры организовали кампанию под названием «Enough is Enough» для борьбы с кризисом стоимости жизни. Их требования включают возврат к тарифам на электроэнергию до апреля 2022 года, повышение заработной платы в реальном выражении для работников государственного сектора, повышение национальной минимальной заработной платы, отмену повышения стоимости национального страхования и увеличение универсального кредита на 20 фунтов стерлингов в неделю. В течение нескольких недель после запуска кампании в августе 2022 года к движению присоединились почти 450 000 человек. К нему также примкнули несколько высокопоставленных сторонников, в том числе мэр Большого Манчестера Энди Бернем и сенатор США Берни Сандерс .

### Реакция СМИ
Кризис стоимости жизни был отмечен средствами массовой информации, а также профсоюзами как одна из причин забастовок персонала в таких отраслях, как железнодорожный транспорт, автобусные перевозки, а также юристы Legal Aid . В сентябре 2022 года мыльная опера BBC « Врачи» освещала эту тему в сюжетной линии, посвященной проблемам, в которой Скарлетт Кирнан (Киа Пегг) и её родитель-одиночка борются за выживание.